# Pomadasys stridens
Pomadasys stridens es una especie de peces de la familia Haemulidae en el orden de los Perciformes.

## Morfología
• Los machos pueden llegar alcanzar los 20 cm de longitud total.

## Distribución geográfica
Se encuentra en el Mar Rojo, al este del Mediterráneo, Sudáfrica y al oeste de la India.